# Kōwa-lijn
De Kōwa-lijn  (名鉄河和線, Meitetsu Kōwa-sen) is een spoorlijn tussen de steden Tokai en Mihama in Japan. De lijn maakt deel uit van het netwerk van het particuliere spoorbedrijf Meitetsu in de prefectuur Aichi.

## Geschiedenis
In 1931 opende Chita Electric Railway Co. het gedeelte van Otagawa naar Kowaguchi en werd de lijn geëlektrificeerd met 1500 V gelijkstroom. In 1933 werd het goederenvervoer alweer stopgezet en in 1935 werd de lijn verlengd naar Kowa.
In 1943 fuseerde de maatschappij met Meitetsu en in 1960 werd het gedeelte van Otagawa naar Kowaguchi verdubbeld.

## Treindiensten
- Tokkyū (特急, intercity)
- Kaisoku Kyūkō (快速急行, intercity)
- Kyūkō (急行, sneltrein)
- Junkyū (準急, sneltrein)
- Futsu (普通, stoptrein) stopt op elk station.

## Stations
| Station        | Japans   | Verbindingen                                       | Wijk     | Stad     | Prefectuur |
| -------------- | -------- | -------------------------------------------------- | -------- | -------- | ---------- |
| Ōtagawa        | 太田川   | Meitetsu: Tokoname-lijn                            | Tokai    | Tokai    | Aichi      |
| Takayokosuka   | 高横須賀 |                                                    | Tokai    | Tokai    | Aichi      |
| Minami Kagiya  | 南加木屋 |                                                    | Tokai    | Tokai    | Aichi      |
| Yawata-shinden | 巽ヶ丘   |                                                    | Tokai    | Tokai    | Aichi      |
| Tatsumigaoka   | 巽ヶ丘   |                                                    | Chita    | Chita    | Aichi      |
| Shirasawa      | 白沢     |                                                    | Agui     | Agui     | Aichi      |
| Sakabe         | 坂部     |                                                    | Agui     | Agui     | Aichi      |
| Agui           | 阿久比   |                                                    | Agui     | Agui     | Aichi      |
| Uedai          | 植大     |                                                    | Agui     | Agui     | Aichi      |
| Handaguchi     | 半田口   |                                                    | Handa    | Handa    | Aichi      |
| Sumiyoshichō   | 住吉町   |                                                    | Handa    | Handa    | Aichi      |
| Chita Handa    | 知多半田 | JR Central: Taketoyo-lijn (station Handa)          | Handa    | Handa    | Aichi      |
| Narawa         | 成岩     |                                                    | Handa    | Handa    | Aichi      |
| Aoyama         | 青山     | JR Central: Taketoyo-lijn (station Higashi-Narawa) | Handa    | Handa    | Aichi      |
| Age            | 上ゲ     |                                                    | Taketoyo | Taketoyo | Aichi      |
| Chita Taketoyo | 知多武豊 | JR Central: Taketoyo-lijn (station Taketoyo)       | Taketoyo | Taketoyo | Aichi      |
| Fuki           | 富貴     | Meitetsu: Chita Shin-lijn                          | Taketoyo | Taketoyo | Aichi      |
| Kōwaguchi      | 河和口   |                                                    | Mihama   | Mihama   | Aichi      |
| Kōwa           | 河和     |                                                    | Mihama   | Mihama   | Aichi      |